# Golmud
Golmud (Chinees: 格尔木) is een stad in de bergen van het middenwesten van de provincie Qinghai. Bestuurlijk is het eveneens een stadsarrondissement. De stad heeft 130.000 inwoners.
De dichtstbijzijnde grote stad ligt op vele honderden kilometers van Golmud verwijderd.
De stad is de stopplaats voor de dagen durende busreis van Tibet naar het centrale / noordelijke deel van China. Sinds juli 2006 is het eveneens het begin/eindpunt van een nieuwe spoorlijn naar Lhasa, die Tibet ontsluit.

## Geografie
Het totale gebied van Golmud beslaat 124,500 km². Goldmud ligt in het centraal-zuid gedeelte van het Tsaidam-bekken. Buiten de stad liggen meer dan twintig zoutmeren van verschillende afmetingen.

## Vervoer
Station Golmud ligt langs de Peking-Lhasa-spoorlijn, een spoorweg van 1956 kilometer die begint in Xining en eindigt in Lhasa. Het gedeelte vanaf Golmud naar Lhasa was het laatste en meest uitdagende gedeelte van de spoorweg dat gebouwd moest worden. Na vijf jaar van bouwen vertrok de eerste trein naar Lhasa vanaf Golmud op 1 juli 2006.
Door Golmud loopt verder de nationale weg G109 van Peking naar Lhasa.

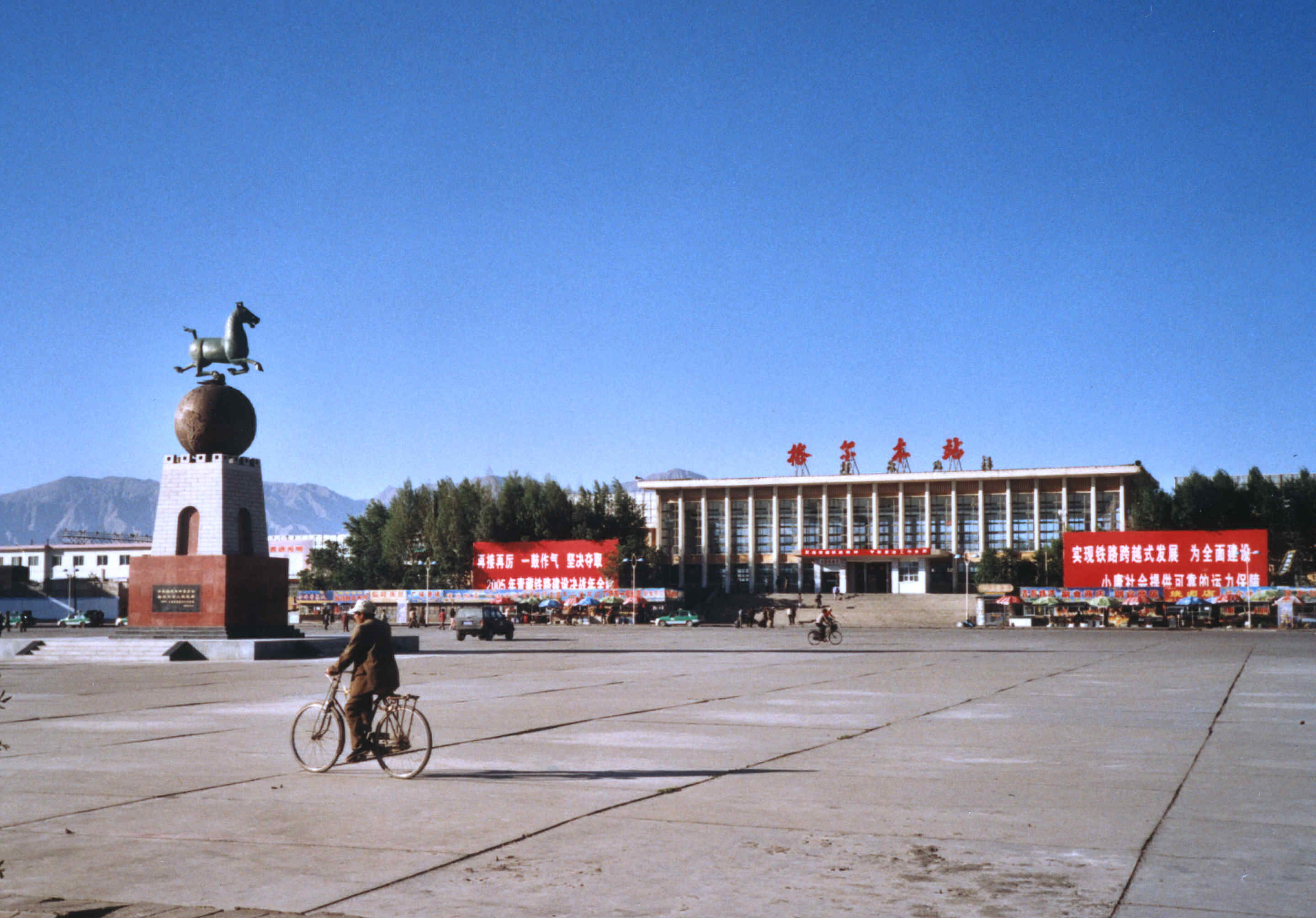
Treinstation van Goldmud